# 金山駅 (福岡県)

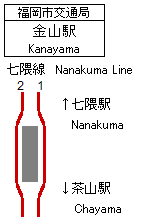
配線図

金山駅（かなやまえき）は、福岡県福岡市城南区七隈三丁目にある福岡市地下鉄七隈線の駅。駅番号はN08。
駅のシンボルマークは空港線・箱崎線のシンボルマークをデザインした西島伊三雄が2001年に死去したため、それ以前に描かれていた原案を元に、息子で同じくグラフィックデザイナーの西島雅幸が完成させた。シンボルマークは「金」の字をモチーフにした三角形に、金山の丘陵地をイメージした虹を組み合わせたものである。駅識別カラーは   DIC-121（系統色名：あざやかな黄赤）で、薬院大通駅・橋本駅・櫛田神社前駅と共通。
橋本駅が管理し、日本通運福岡支店が駅業務を受託する業務委託駅である。

## 歴史
- 1999年（平成11年）10月23日 - 2000年（平成12年）3月30日：設計期間（実施設計者：太陽設計）[1]
- 2002年（平成14年）11月27日 - 2004年（平成16年）7月31日：施工期間（施工者：鴻池・大豊 建設工事共同企業体）[1]
- 2005年（平成17年）2月3日：開業。開業時から業務委託駅[5]。

## 駅構造
島式ホーム1面2線の地下駅。
| 地階    | 出入口                       | 出入口                                     |
| 地下1階 | コンコース階                 | コンコース、案内所、自動券売機、自動改札口 |
| 地下1階 | コンコース階                 | トイレ（改札内）                           |
| 地下2階 | 1番ホーム                    | ■七隈線 博多方面（茶山駅）→                |
| 地下2階 | 島式ホーム，右側のドアが開く |                                            |
| 地下2階 | 2番ホーム                    | ←■七隈線 橋本方面（七隈駅）                |

- 各階の面積は、地上213平方メートル、地下1階2,849平方メートル、地下2階2,899平方メートル[1]。
- 2か所ある地上出入口の片方は土木局駐輪場との合築[1]。駅が七隈川の下にあるため、機械室などに特別な漏水対策が施されている[1]。
- 利用者の目に留まる箇所に用いられる「個性化壁」には、黄褐色の石英岩（400mm×400mm×厚さ20mm）を使用している[6]。

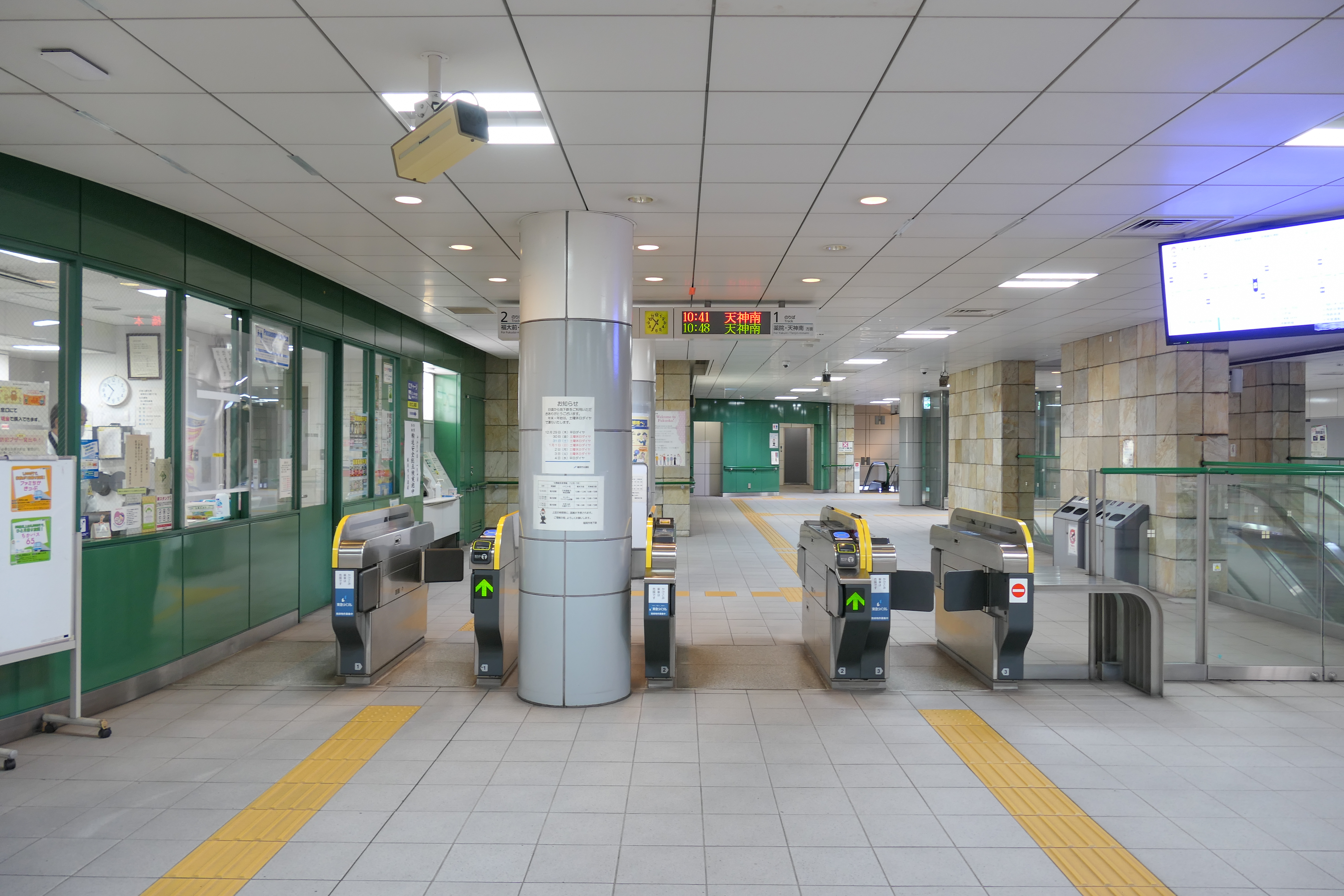
改札口（2022年12月）
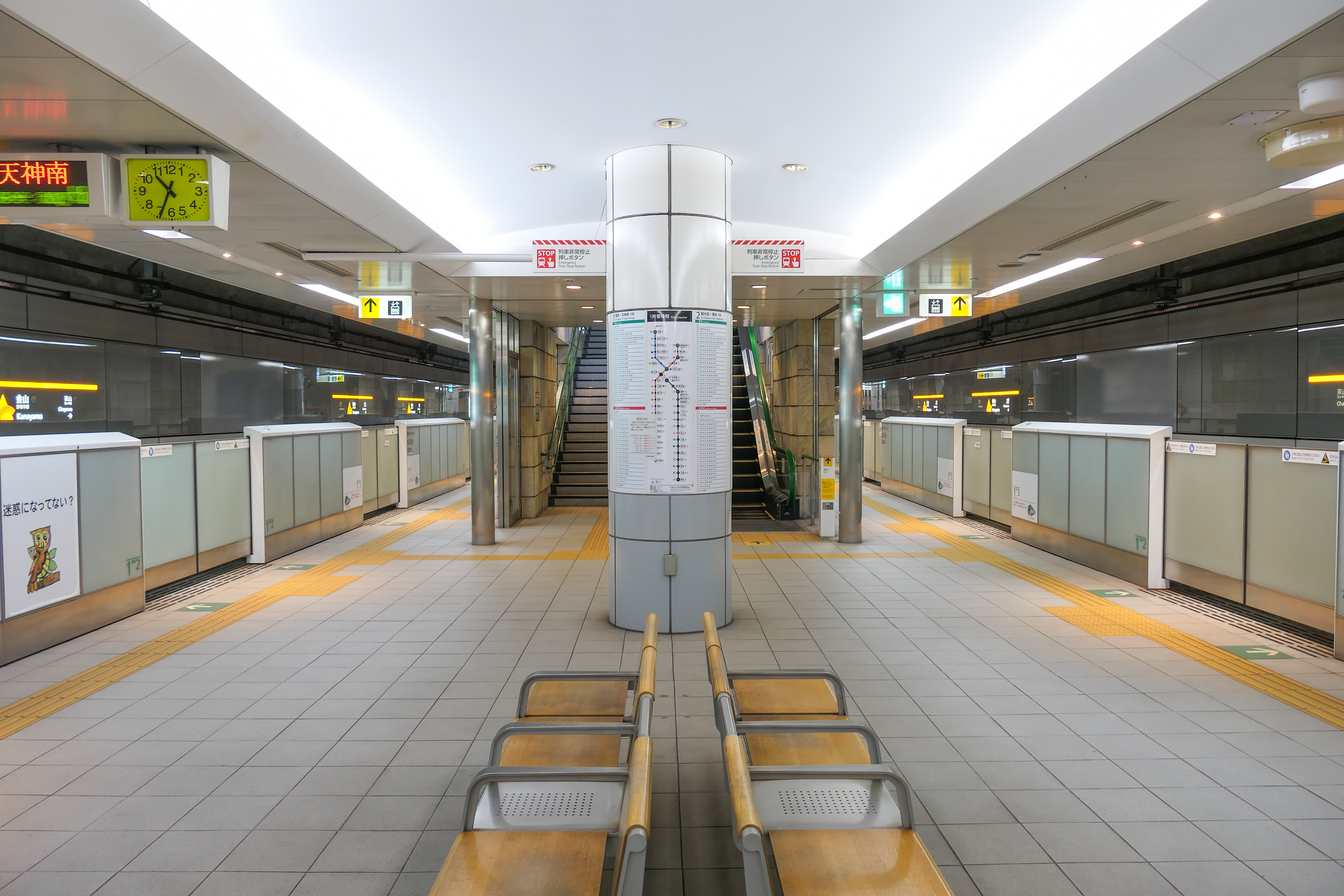
ホーム（2022年12月）
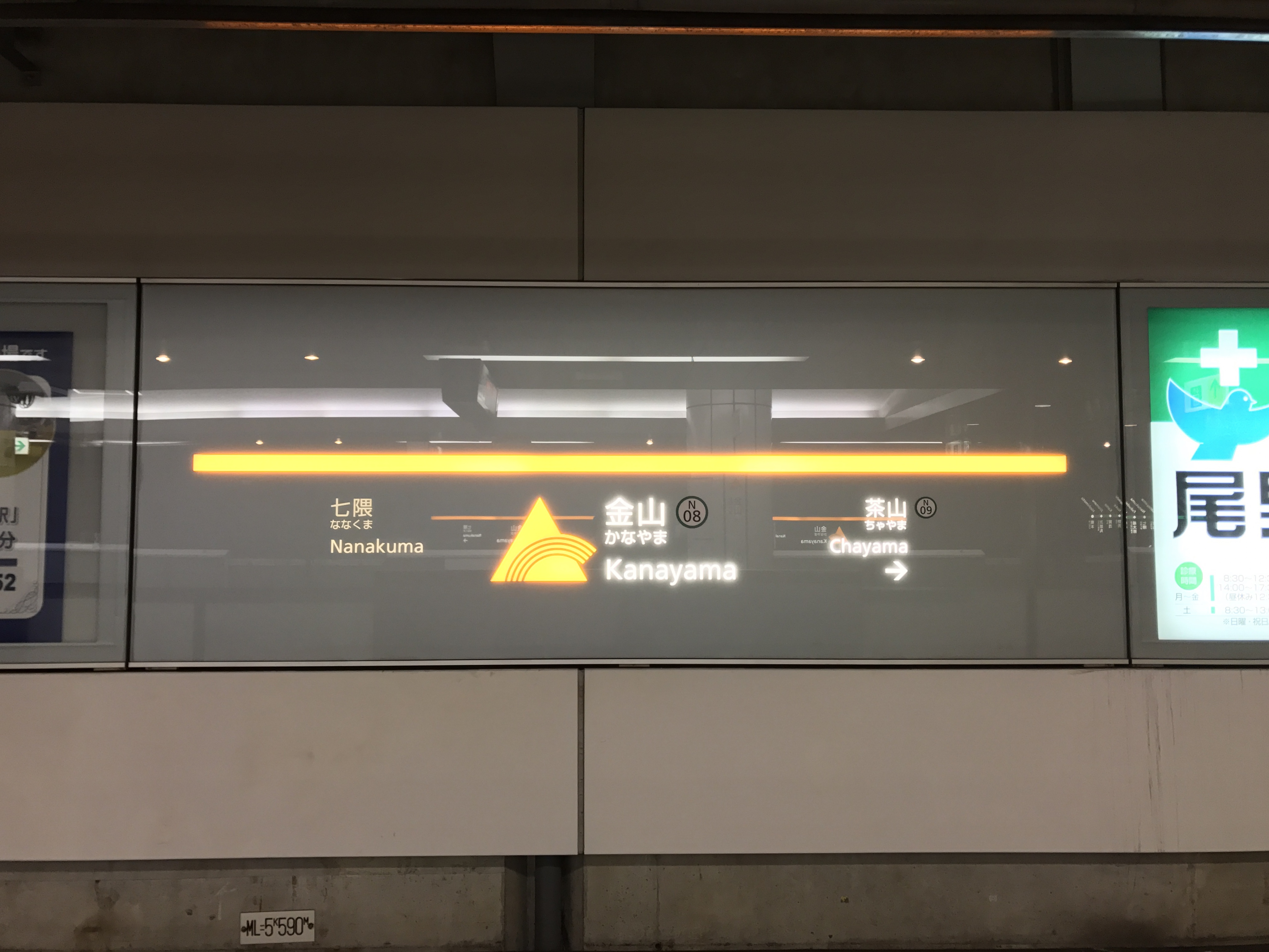
駅名標（2017年2月）

## 利用状況
2023年度の1日平均乗車人員は3,104人である。
開業以降の1日平均乗車人員の推移は下表のとおりである。
| 年度               | 1日平均 乗車人員 |
| ------------------ | ---------------- |
| 2004年（平成16年） | 2,024            |
| 2005年（平成17年） | 1,805            |
| 2006年（平成18年） | 2,049            |
| 2007年（平成19年） | 2,216            |
| 2008年（平成20年） | 2,268            |
| 2009年（平成21年） | 2,348            |
| 2010年（平成22年） | 2,386            |
| 2011年（平成23年） | 2,439            |
| 2012年（平成24年） | 2,447            |
| 2013年（平成25年） | 2,489            |
| 2014年（平成26年） | 2,570            |
| 2015年（平成27年） | 2,729            |
| 2016年（平成28年） | 2,835            |
| 2017年（平成29年） | 2,973            |
| 2018年（平成30年） | 3,075            |
| 2019年（令和元年） | 3,120            |
| 2020年（令和02年） | 2,386            |
| 2021年（令和03年） | 2,451            |
| 2022年（令和04年） | 2,650            |
| 2023年（令和05年） | 3,104            |

## 駅周辺
- 福岡市立金山小学校
- かなやま幼稚園
- 七隈変電所
- 金山団地
- 茶山団地
- 金山団地郵便局
- 福岡銀行七隈支店
- 西日本シティ銀行七隈支店（金山支店は七隈支店に統廃合）
- 福岡信用金庫七隈支店
- 福岡中央銀行七隈支店
- 西鉄ストア七隈店
- サニー七隈店
- グリーンコープ生協ふくおか七隈店
- 福岡県自動車学校
- 西鉄バス「金山団地口」停留所

## 隣の駅
福岡市交通局
 七隈線
七隈駅 (N07) - 金山駅 (N08) - 茶山駅 (N09)